# Кси Кормы
Кси Кормы (лат. ξ Puppis) — кратная звёздная система в созвездии Кормы. При видимой звёздной величине 3,35 это одна из ярчайших звёзд в созвездии. На основе оценки годичного параллакса в ходе миссии Hipparcos было получено расстояние до объекта, равное 1200 световым годам, неопредённость оценки равна 7,5 %.
Система состоит из спектральной двойной звезды, носящей обозначение ξ Кормы A, вместе с третьей звездой ξ Кормы B. Два компонента двойной A носят обозначения ξ Кормы Aa (её называют Азмиди /ˈæzmɪdi/) и Ab.

## Название
ξ Кормы — это обозначение Байера. Обозначения составляющих её объектов — ξ Кормы A и B, а также компонентов звезды A — ξ Кормы Aa и Ab — следуют из соглашения, использованного в каталоге Washington Multiplicity Catalog (WMC) для кратных систем звёзд, это обозначение принято Международным Астрономическим Союзом.
Иногда систему называют Асмидиске (Азмидиске), это неправильное написание названия Аспидиске (от греческого маленький диск), традиционного названия Йоты Киля. В 2016 году МАС организовал Рабочую группу IAU Working Group on Star Names (WGSN) с целью каталогизации и стандартизации собстчвенных названий звёзд. Группа WGSN приняла решение присвоить собственные названия для отдельных звёзд, а не для целых звёздных систем. Название Азмиди для компонента Кси Кормы Aa было присвоено 1 июня 2018 года, под этим названием объект был включён в список утверждённых названий.

## Свойства
Поскольку расстояние до звезды довольно велико, то видимая звёздная величина меняется на 0,73 в результате экстинкции вследствие наличия газа и пыли на луче зрения.
Кси Кормы A представляет собой жёлтый сверхгигант спектрального класса G6 со светимостью 8300 светимостей Солнца.
Звезда-компаньон 13-й звёздной величины, Кси Кормы B, находится на угловом расстоянии 5 угловых секунд и представляет собой звезду типа Солнца, обращающуюся на расстоянии не менее 2000 астрономических единиц с периодом не менее 26000 лет.